# Адміністративний поділ Бразилії
Бразилія — федерація, що складається з 26 штатів (порт. estados) та 1 федерального округу (порт. Distrito Federal), всього 27 «федеративних одиниць», розбитих на 5 регіонів для статистичних цілей: Північ (Norte), Північний схід (Nordeste), Південний схід (Sudeste), Південь (Sul) і Центральний захід (Centro-Oeste). 4. У 1996 році в країні було 5 581 муніципалітетів (municípios), які мали муніципальні уряди. Багато муніципалітетів в свою чергу діляться на округи (distritos), які не мають політичної або адміністративної автономії. У 1995 році було 9 274 округів. Всі муніципальні і окружні населені пункти, не зважаючи на розмір, офіційно вважаються містами. Для статистичних цілей муніципалітети угрупованні в 559 мікрообластей (1990), які в свою чергу становлять 136 мезо-областей. Це угрупування замінило собою попередній мікро-регіональний поділ, встановлений в 1968 році, який використовувався при переписах 1970, 1975, 1980 і 1985 років.

## Регіони

### Північний
Північний регіон Бразилії знаходиться обабіч екватору, також відома як Амазонія (Amazônia). Вона включає штати:
- 1. Акрі (Acre)
- 2. Амазонас (Amazonas)
- 3. Амапа (Amapá)
- 4. Пара (Pará)
- 5. Рондонія (Rondônia)
- 6. Рорайма (Roraima)
- 7. Токантінс (Tocantins).

Штат Токантінс був створений з північної частини штату Ґояс (у Центрально-західному регіоні) в 1988 році. Колишня федеральна територія Рондонія стала штатом у 1986 році, а Рорайма і Амапа — у 1988. Маючи площу 3 869 638 км², Північ — найбільший регіон країни, що вкриває 45,3 % її території. Головний біом регіону — вологий тропічний ліс або сельва, відомий своєю біологічною різноманітністю. Північ служить джерелом лісових виробів, від таких як сасапарель, какао, кориця, і черепахове масло протягом колоніального періоду до каучуку і бразильських горіхів в сучасний період. У середині двадцятого століття також стали важливими вироби гірської промисловості та сільського господарства, з 1980-х розвивається лісова промисловість. У 1990 році, 6,6 % території регіону було змінено діяльністю людини, від 0,9 % в штаті Амапа до 14,0 % в штаті Рондонія. У 1996 Північ мала 11,1 мільйонів мешканців або 7 % населення країни. Проте, ця доля швидко зросла в 1970 — 1980-х в результаті міжрегіональної міграції і високої норми народження. Найбільша густота населення знаходяться в східних штатах — Пара і Рондонія. Головні міста — Белен і Сантарен в штаті Пара та Манаус в штаті Амазонас. Доход на душу населення нижчий за середній у країні, від 2 888 доларів США на рік у штаті Амазонас до 901 доларів у штаті Токантінс.

### Північно-східний
Північно-східний регіон складають дев'ять штатів:
- 8. Алагоас (Alagoas)
- 9. Баїя (Bahia)
- 10. Мараньян (Maranhão)
- 11. Параїба (Paraíba)
- 12. Пернамбуку (Pernambuco)
- 13. Піауї (Piauí)
- 14. Ріу-Ґранді-ду-Норті (Rio Grande do Norte)
- 15. Сеара (Ceará)
- 16. Сержипі (Sergipe).

Колишня федеральна територія Фернанду-ді-Норонья була включена до складу штату Пернамбуку в 1988. Для планування або екологічних цілей територія Мараньян на захід від 44° західної довготи, більша частина якої до недавнього часу була вкрита «до-амазонським» лісом (перехід від каатинги до тропічного лісу), часто включається до Північного регіону. Північний схід має площу 1 561 178 км² або 18,3 % території країни. Його головний біом — напівпосушлива каатинга, де бувають тривалі періодичні посухи. Починаючи з 1990-х років, у цій області створена широка система іригації. У лісовій зоні (мата), атлантичний ліс, зараз майже повністю знищений, колись тягнувся на північ уздовж берегової лінії до Ріу-Ґранде-ду-Норті. Цукрові плантації, створені там ще в колоніальні часи, існують до нашого часу. Між мата і каатингою лежить перехідна зона, агресті, область змішаного сільського господарства. На 1988-89 роки 46,3 % області було змінено людською діяльністю, від 10,8 % в Мараньяні до 77,2 % в Алагоасі. Високий рівень народжуваності у регіоні компенсує значний відплив населення, доля населення регіону у населенні країни лише незначно зменшилося протягом двадцятого століття. У 1996 область мала 45 мільйонів мешканців або 28 % населення країни. Населення найгустіше уздовж узбережжя, де розташовані вісім з дев'яти столиць штатів, але також досить густе по всій території. Головні міста — Салвадор, в Баійї, Ресіфі в Пернамбуку і Форталеза в Сеарі. Регіон має найбільшу концентрацію сільського населення країни, а його стандарти життя найнижчі в Бразилії. У 1994 році Піауї мав найнижчий на душу населення доход в країні, 835 доларів на рік, а Сержипі — найвищий в регіоні, 1 958 доларів.

### Центрально-західний
Центрально-західний регіон складається зі штатів:
- 17. Гояс (Goiás)
- 18. Мату-Гросу (Mato Grosso)
- 19. Мату-Гросу-ду-Сул (Mato Grosso do Sul)
- Федеральний округ, де розташована столиця країни Бразиліа.

Штат Мату-Гросу-ду-Сул був відокремлений від Мату-Ґросу в 1979.
До 1988 штат Гояс включав область, яка була відокремлена у штат Токантінс. Центральний захід має площу 1 612 077 км² або 18,9 % території країни. Його головний біом — серраду або каатинга, тропічна савана. В минулому каатинга використовувалася для тваринництва низької щільності, але зараз також використовується для виробництва сої. У каатинзі існували і більші лісові масиви, особливо уздовж річок, більшість з яких були очищені для сільського господарства і випасу худоби. На заході знаходяться заболочені землі Пантанал, відомі своїм тваринним світом, особливо водними птахами і кайманами. На початок 1980-х, 33,6 % території регіону було змінене людською діяльністю, від 9,3 % в Мату-Ґросу і до 7,9 % в Ґоясі (без Такантінса). У 1996 регіон мав 10,2 мільйонів мешканців, або 6 % загальної чисельності населення. Середня густота низька, з концентраціями в містах і навколо них — Бразиліа, Ґоянія, Кампу-Ґранді та Куяба. Рівень життя нижче середнього. У 1994 вони найвищий прибуток на душу населення був у Федеральному районі, 7 089 доларів на рік (найвищий в країні), і найнижчий у Мату-Ґросу, 2 268 доларів на рік.

### Південно-східний
Південно-східний регіон складається з чотирьох штатів:
- 20. Еспіриту-Санту (Espírito Santo)
- 21. Мінас-Жерайс (Minas Gerais)
- 22. Ріо-де-Жанейро (Rio de Janeiro)
- 23. Сан-Паулу (São Paulo).

Загальна площа регіону 927 286 км², це 10,9 % території країни. Регіон має найбільшу частку населення у країні, 63 мільйонів в 1991 році, або 39 %, перш за все в результаті внутрішньої міграції починаючи з середини дев'ятнадцятого сторіччя до 1980-х років. На додаток до густої міської мережі, тут знаходяться міста-гіганти Сан-Паулу і Ріо-де-Жанейро, агломерації яких в 1991 мали 18,7 мільйонів і 11,7 мільйонів мешканців відповідно. Регіон поєднує райони з найвищим рівнем життя в Бразилії з районами міської бідності. У 1994 році в Сан-Паулу середній доход становив 4 666 доларів, тоді як в Мінас-Жерайс — тільки 2 833. Раніше головним біомом на Південному сході був атлантичний ліс, але до 1990 залишилося менш ніж 10 % з колишнього лісового покриву в результаті очищення території для сільського господарства, заняття тваринництвом і добування деревного вугілля. Людська діяльність змінила 79,5 % регіону, від 75 % в Мінас-Жерайс до 91,1 % в Еспіриту-Санту. Регіон містить більшу частину бразильського промислового виробництва. Тільки один штат Сан-Паулу становить половину промисловості країни. Сільське господарство, також сильне, дуже різноманітне і використовує сучасні технології.

### Південний
Південний регіон складається зі штатів:
- 24. Парана (Paraná)
- 25. Ріу-Ґранді-ду-Сул (Rio Grande do Sul)
- 26. Санта-Катарина (Santa Catarina).

На помірному за кліматом півдні розташовані три штати які вкривають 577 214 км² або 6,8 % території країни. Населення Півдня в 1991 становило 23,1 мільйони або 14 % населення країни. Область майже так само густо заселена, як Південний схід, але населення більш сконцентроване вздовж узбережжя. Головні міста — Куритиба і Порту-Алеґрі. На Півдні досить високий рівень життя. Завдяки своїй промисловості і сільському господарству, в 1994 році Парана мала найвищий середній прибуток в регіоні, 3 674 доларів на рік, тоді як Санта-Катарина, територія дрібних фермерів і малої промисловості, трохи менше, 3 405. На додаток до атлантичного і соснових лісів, багато з яких були знищені до середини двадцятого століття, на крайньому півдні регіону знаходяться степові райони (прерії або пампаси), подібні преріям Аргентини і Уруґваю. На 1982, 83,5 % території були змінені людською діяльністю, з найвищим рівнем (89,7 %) в Ріу-Ґранді-ду-Сул і найнижчим (66,7 %) в Сента-Катарині. Сільське господарство — багато з якого, наприклад виробництво рису, здійснюється дрібними фермерами і має високий рівень продуктивності. Тут також існує деяка важлива промисловість.